# KFC Flandria Ravels
KFC Flandria Ravels is een Belgische voetbalclub uit Ravels. De club is aangesloten bij de KBVB met stamnummer 3194 en heeft geel en zwart als clubkleuren. Flandria Ravels speelt al zijn hele bestaan in de provinciale reeksen.

## Geschiedenis
Flandria Ravels sloot zich begin jaren 40 aan bij de Belgische Voetbalbond en ging er in de gewestelijke reeksen spelen. De club bleef in de provinciale reeksen spelen met wisselend succes, met Tweede Provinciale als hoogst bereikte niveau. Zo was men in 2000 gepromoveerd naar Tweede Provinciale, maar dat verblijf duurde maar een jaar en na twee degradaties was men in 2002 weer naar Vierde gezakt.
Ieder jaar in de maand augustus nemen alle ploegen van Flandria, KSK Weelde en FC Poppel het tegen mekaar op in de Beker van Ravels, waar ze strijden om de sportieve eer van de fusiegemeente. De drie terreinen en kantine van KFC Flandria zijn gelegen aan de Raaftuinweg.